# Concerto para violino n.º 5 (Mozart)
O Concerto para Violino n.º 5 em Lá maior, K. 219, frequentemente referido pelo apelido de "Turco", foi escrito por Wolfgang Amadeus Mozart em 1775, e estreou durante o Natal desse mesmo ano, em Salzburgo, na Áustria. O Concerto segue a estrutura musical típica de rápido-lento-rápido.

## Contexto
Mozart compôs a maioria dos seus concertos de instrumentos de cordas entre 1773 e 1779, mas não se sabe para quem, ou para que ocasião ele os escreveu. A data da composição destas obras também não é clara. A análise da caligrafia, dos papéis e das marcas d'água provou que todos os cinco concertos para violino de Mozart foram datados diversas vezes. O ano de composição do quinto concerto ("1775") foi riscado e substituído por "1780", e posteriormente alterado novamente para "1775". Mozart não voltaria a usar a tonalidade de Lá maior para um concerto até o Concerto para piano nº 12 (K. 414).
A partitura autógrafada está preservada na Biblioteca do Congresso Americano, em Washington, Distrito da Columbia, nos EUA.

## Estrutura
O concerto foi composto para um violino solista e uma orquestra: dois oboés, duas trompas em lá (em mi para o adágio) e cordas.
Os andamentos são os seguintes:
1. Allegro aperto – Adagio – Allegro aperto
2. Adagio (Mi Maior)
3. Rondeau: Tempo di Menuetto – Allegro – Tempo di Menuetto

A marcação de aperto no primeiro andamento é rara na música instrumental de Mozart (esta marcação existe em dois dos seus concertos para piano, o Concerto para piano nº 6 em Si♭ maior e o Concerto para piano nº 8 em Dó maior, assim como no seu Concerto para oboé, em Dó maior), mas aparece com muito mais frequência nas suas óperas. Isto implica que o concerto deve ser tocado de uma forma mais ampla e majestosa do que seria indicado simplesmente pelo "allegro". O primeiro andamento começa com a orquestra a tocar o tema principal: uma típica melodia mozartiana. O violino solo entra com uma curta, mas doce passagem de dolce adagio em Lá maior, com um simples acompanhamento da orquestra. (Esta é a única instância no repertório de concertos de Mozart em que um interlúdio de adágio deste tipo ocorre na primeira entrada do solista no concerto). De seguida, retorna-se ao tema principal com o violino solo a tocar uma melodia diferente sobre a orquestra. O primeiro andamento cerca de 10 minutos de duração.
O final do rondo é baseado num tema de minueto que se repete diversas vezes. A meio do andamento o compasso muda de 3
4 para 2
4 e uma secção de "música turca" é tocada. Isto é caracterizado pela mudança para Lá menor (do lá maior original) e pelo uso de elementos grotescos, como crescendos cromáticos uníssonos, repetição de elementos musicais muito curtos e execução de col legno nos violoncelos e contrabaixos. Esta secção deu ao concerto o apelido de "Turco". O Rondo alla Turca da Sonata para Piano nº 11 em Lá Maior de Mozart apresenta a mesma tonalidade e elementos semelhantes.
Mais tarde, Mozart compôs o Adagio em mi maior para violino e orquestra, K. 261, como um andamento lento a substituir, para este concerto.
Uma apresentação dura cerca de 28 minutos.